# Hypocharmosyna
Hypocharmosyna este un gen de papagali din familia Psittaculidae care sunt endemici în Noua Guinee, Insulele Moluce și Arhipelagul Bismarck.

## Taxonomie
Genul Hypocharmosyna a fost introdus în 1891 de zoologul italian Tommaso Salvadori, specia tip fiind lori cu bandă roșie. Genul a fost considerat anterior un sinonim junior al genului Charmosyna, dar în urma publicării unui studiu filogenetic molecular în 2020, două specii au fost introduse în Hypocharmosyna.
Genul conține două specii:
- Hypocharmosyna rubronotata – lori cu frunte roșie
- Hypocharmosyna placentis – lori cu bandă roșie